# Beach Blanket Brandon
Beach Blanket Brandon is de eerste aflevering van het tweede seizoen van het tienerdrama Beverly Hills, 90210, die voor het eerst werd uitgezonden op 11 juli 1991.

## Verhaal
Eindelijk is het zover voor de leerlingen, het is zomer! Brandon stopt met het werken bij de snackbar "Peach Pit" om een baan te krijgen bij de hoogstaande en befaamde Beverly Hills Beach Club, die wordt gerund door de koppige Henry Thomas. Hij durft de baas van de Peach Pit, Nell, niet te zeggen dat hij er binnenkort niet meer zal werken. Ondertussen denkt Brenda dat ze zwanger is en maakt het om die reden uit met Dylan. Ze krijgt het te verduren van haar ouders, die teleurgesteld zijn in Brenda omdat ze niet aan veilige seks heeft gedaan.

## Rolverdeling
- Jason Priestley - Brandon Walsh
- Shannen Doherty - Brenda Walsh
- Jennie Garth - Kelly Taylor
- Ian Ziering - Steve Sanders
- Gabrielle Carteris - Andrea Zuckerman
- Luke Perry - Dylan McKay
- Brian Austin Green - David Silver
- Tori Spelling - Donna Martin
- Carol Potter - Cindy Walsh
- James Eckhouse - Jim Walsh
- Douglas Emerson - Scott Scanlon
- Joe E. Tata - Nat Bussichio
- James Pickens jr. - Henry Thomas
- Michael St. Gerard - Chris Suiter
- Stephen Mendel - Dr. Strathmore